# Firmicus arushae
Firmicus arushae är en spindelart som beskrevs av Lodovico di Caporiacco 1947. Firmicus arushae ingår i släktet Firmicus och familjen krabbspindlar. Inga underarter finns listade i Catalogue of Life.